# Ammavarikuppam
Ammavarikuppam è una suddivisione dell'India, classificata come census town, di 9.374 abitanti, situata nel distretto di Tiruvallur, nello stato federato del Tamil Nadu. In base al numero di abitanti la città rientra nella classe V (da 5.000 a 9.999 persone).

## Geografia fisica
La città è situata a 13° 12' 31 N e 79° 24' 31 E.

## Società

### Evoluzione demografica
Al censimento del 2001 la popolazione di Ammavarikuppam assommava a 9.374 persone, delle quali 4.838 maschi e 4.536 femmine. I bambini di età inferiore o uguale ai sei anni assommavano a 1.351, dei quali 719 maschi e 632 femmine. Infine, coloro che erano in grado di saper almeno leggere e scrivere erano 6.208, dei quali 3.795 maschi e 2.413 femmine.